# خوستکی
خوستکی (به لهستانی:  Chustki) یک منطقهٔ مسکونی در لهستان است که در گمینا شدووویتس واقع شده‌است. خوستکی ۴۰۶ نفر جمعیت دارد.